# Olympische Winterspiele 2002/Teilnehmer (Spanien)
| Gelbes Symbol für Goldmedaillen mit stilisierten Olympischen Ringen | Graues Symbol für Silbermedaillen mit stilisierten Olympischen Ringen | Braundes Symbol für Bronzemedaillen mit stilisierten Olympischen Ringen |
| ------------------------------------------------------------------- | --------------------------------------------------------------------- | ----------------------------------------------------------------------- |
| —                                                                   | —                                                                     | —                                                                       |

Spanien nahm an den Olympischen Winterspielen 2002 im US-amerikanischen Salt Lake City mit sieben Athleten teil.

## Flaggenträger
Der Snowboarder Iker Fernández trug die Flagge Spaniens während der Eröffnungsfeier im Rice-Eccles Stadium.

## Teilnehmer nach Sportarten

### Ski Alpin
Damen:
- Ana Galindo Santolaria
Riesenslalom: 24. Platz – 2:36,23 min
- María José Rienda
Riesenslalom: 6. Platz – 2:32,53 min
Slalom: 15. Platz – 1:52,11 min
- Carolina Ruiz Castillo
Super G: 15. Platz – 1:15,17 min
Riesenslalom: Ausgeschieden
Slalom: 26. Platz – 1:56,22 min

### Ski Nordisch

#### Langlauf
Herren:
- Juan Jesús Gutiérrez
20 km Verfolgung: 37. Platz – 51:54,5 min
30 km: 17. Platz – 1:14:05,1 min
50 km: 20. Platz – 2:15:14,4 min
- Haritz Zunzunegui
20 km Verfolgung: 54. Platz – 53:48,0 min
30 km: 41. Platz – 1:17:06,5 min
50 km: Ausgeschieden
- Johann Mühlegg
20 km Verfolgung: Disqualifiziert
30 km: Disqualifiziert
50 km: Disqualifiziert

### Snowboard
Herren:
- Iker Fernández
Halfpipe: 23. Platz